# Open de Rennes 2011
L'Open de Rennes 2011 è stato un torneo professionistico di tennis maschile giocato sul cemento. È stata la 6ª edizione del torneo, facente parte dell'ATP Challenger Tour nell'ambito dell'ATP Challenger Tour 2011. Si è giocato a Rennes in Francia dal 10 al 16 ottobre 2011.

## Partecipanti

### Teste di serie
| Nazionalità | Giocatore           | Ranking* | Testa di serie |
| ----------- | ------------------- | -------- | -------------- |
| Lussemburgo | Gilles Müller       | 42       | 1              |
| Francia     | Adrian Mannarino    | 68       | 2              |
| Francia     | Julien Benneteau    | 73       | 3              |
| Belgio      | Olivier Rochus      | 79       | 4              |
| Francia     | Nicolas Mahut       | 83       | 5              |
| Belgio      | Steve Darcis        | 89       | 6              |
| Colombia    | Alejandro Falla     | 93       | 7              |
| Germania    | Cedrik-Marcel Stebe | 105      | 8              |

- 1 Ranking al 3 ottobre 2011.

### Altri partecipanti
Giocatori che hanno ricevuto una wild card:
- Grégoire Burquier
- Arnaud Clément
- Jonathan Dasnières de Veigy
- Gilles Müller

Giocatori che sono passati dalle qualificazioni:
- Ilija Bozoljac
- Daniel Evans
- Nikola Mektić
- Ivo Minář

## Campioni

### Singolare
Julien Benneteau ha battuto in finale  Olivier Rochus con il punteggio di 6–4, 6–3.

### Doppio
Martin Emmrich /  Andreas Siljeström hanno battuto in finale  Kenny de Schepper /  Édouard Roger-Vasselin con il punteggio di 6–4, 6–4.